# 4shared
4shared é um serviço de hospedagem e compartilhamento de arquivos fundado em 2005 por Alex Lunkov e Sergey Chudnovsky. Atualmente, a 4shared tem cerca de 5.300.000 usuários, em torno de 11.000.000 de acessos diários, 940 TB de arquivos hospedados e 317 TB de transferências diárias de arquivos.[carece de fontes?]
Há quatro categorias principais para armazenar, compartilhar e procurar arquivos: vídeo, música, foto e livros.

## Uso
4shared permite que os usuários façam o upload e o download de arquivos com qualquer navegador da web. A inscrição básica permite que os usuários façam o upload de 10240 MB para suas contas. A confirmação da inscrição via e-mail expande o espaço de armazenamento até 15 GB. Os usuários Premium recebem 100 GB de espaço para armazenar arquivos.[carece de fontes?]
Após o êxito de um upload de arquivo, o usuário recebe um URL exclusivo, que permite que os outros façam o download do arquivo. Os arquivos carregados (via upload) ficarão armazenados, desde que o usuário acesse sua conta pelo menos uma vez a cada 30 dias ou, no mínimo, um dos arquivos seja baixado a cada 30 dias. Para as contas Premium, não há período de expiração, desde que o usuário continue sendo um membro premium. Em termos funcionais, a interface do usuário é parecida com o padrão do Windows Explorer.
Os usuários não registrados devem aguardar 20 segundos na fila de download (não é necessário qualquer preenchimento de CAPTCHA) e pode iniciar vários downloads simultaneamente.
Segundo a PC World, na versão de avaliação de 60 dias vários recursos são desativados. Pode-se continuar usando o aplicativo depois dos 60 dias (o serviço é gratuito para uso pessoal), mas as  ferramentas de revisão de documentos, reuniões e outras funções não vão funcionar. Além disso, a velocidade de conexão é acanhada - apenas 56 kbps, o que torna a versão gratuita impraticável para a maioria dos usuários de PC.

## Software

### 4shared Desktop
4shared Desktop é um gerenciador de download/upload compatível com o recurso de arrastar e soltar arquivos, e acrescenta uma opção extra ao menu de contexto padrão do Windows geralmente acionado ao clicar com o botão direito do mouse no arquivo. Este aplicativo aceita múltiplos uploads, o recurso de sincronização (funciona em modo beta) e proteção opcional de arquivos por senha. Disponível para o Microsoft Windows, Mac OS e GNU/Linux.

### 4shared Mobile
4shared Mobile é um aplicativo semelhante ao 4shared Desktop. Ele permite que os telefones portáteis baseados no Symbian OS e os usuários do iPhone obtenham acesso imediato às suas contas, gerenciem seus arquivos e procurem novos arquivos. Os usuários podem criar uma lista de arquivos favoritos, para agilizar o acesso, podem ordenar os arquivos em pastas etc.

### 4shared Toolbar
4shared também liberou sua Barra de Ferramentas para o Internet Explorer e Firefox.  Este aplicativo fornece acesso direito à conta 4shared dos usuários e aos sites de pesquisa e mídia de relacionamento social. 4shared Toolbar também permite ver TV digital, ouvir estações de rádio, consultar serviços de meteorologia local etc.

## Termos de uso e Política de Privacidade
4shared é a marca comercial oficial. As atividades dos usuários 4shared são regidas pelos Termos de Uso e Política de Privacidade do 4shared. 4shared estão de acordo com a Digital Millennium Copyright Act ("DMCA").
4shared colaboram com a APCM – Associacao Anti-Pirataria Cinema e Musica, Gameloft GrayZone Inc (Rhino Entertainment, Warner Strategic Marketig), Kogan Page, Linotype GmbH, Pearson Education, Publishers-antipiracy.net, RIAA, Websheriff, Microsoft, Needlework Designers, Graf Records, FiveWin, ADM Records, MG/Curb Records, Cassandra Clare, Apple, etc.
O serviço 4shared fornece contas para armazenar apenas dados válidos. Entretanto, a 4shared não tem a obrigação de verificar o conteúdo das contas, mas se reserva o direito de auditar quaisquer materiais suspeitos de violação dos termos de uso da 4shared, remover conteúdo, desativar ou remover as contas de usuários que infrinjam direitos de propriedades intelectuais de outras pessoas ou possam expor a 4shared à responsabilidade civil e criminal.[carece de fontes?]

## Localizações
O site é mantido em 15 idiomas: Árabe, Chinês, Inglês, Francês, Italiano, Japonês, Coreano, Malaio, Polonês, Português, Russo, Espanhol, Tailandês, Turco e Vietnamita.